# Persoonia chamaepitys
Persoonia chamaepitys är en tvåhjärtbladig växtart som beskrevs av Allan Cunningham. Persoonia chamaepitys ingår i släktet Persoonia och familjen Proteaceae. Inga underarter finns listade i Catalogue of Life.